# 1970年智利總統選舉
1970年智利總統選舉是於1970年9月4日舉行的智利總統選舉。“人民團結”聯盟的萨尔瓦多·阿连德在選舉中取得36.3%選票成為最高得票人，但由於得票率未過半數，需由國會在得票率最高的兩位候選人中投票選出最終總統人選。1973年，爱德华多·弗雷·蒙塔尔瓦和其創辦的基督教民主黨拉攏阿连德的敵人，成為了國會的大多數，試圖宣布阿连德的總統資格為非法，促使幾個星期後爆發1973年智利政變。

## 選舉機制
根據智利憲法，總統選舉使用「絕對多數制」進行，候選人必須取得超過50%的得票率才能當選。若沒有候選人能滿足上述條件，國會將從得票最多的兩位候選人當中進行投票，以決定最終當選者。

## 美國與蘇聯的角力
美國中央情報局（CIA）和蘇聯國家安全委員會（KGB）都花了大量的錢來影響選舉的結果。
中央情報局沒有向任何候選人提供直接援助，就像他們在1964年的智利選舉期間一樣，而是側重於對敵對陣營反宣傳，最終花費了425,000美元。這筆錢被用在海報和小冊子的“嚇唬運動”中，將阿連德的勝利與蘇聯有關的暴力和鎮壓聯繫起來。加強這一信息的新聞故事也是用CIA指南寫的，特別是在報紙El Mercurio，並在全國媒體上傳播。目標是促進和利用這個時期的政治兩極分化和金融恐慌。除了宣傳，中央情報局也資助了激進派遠離民粹團結聯盟的嘗試。中央情報局的這個行動效率很低。中央情報局局長理查德·赫爾姆斯（Richard Helms）曾抱怨說，他被白宮命令“無緣無故地擊敗某人”。
KGB的錢更確切的具針對性。阿連德通過他的個人聯繫，透過緊急從墨西哥城到來幫助阿連德的KGB官員Svyatoslav Kuznetsov，私下請求蘇聯金錢援助。KGB最初援助金額為40萬美元，直接向阿連德提供50,000美元的個人補貼。KGB的幫助是一個決定性的因素，因為艾倫德使用了300萬元換得了39,000張差額選票而勝出。選舉後，KGB高層尤里·安德羅波夫從CPSU中央委員會獲得了額外的錢和其他資源，以確保阿連德在國會投票中取得勝利。他在10月24日說，KGB將“執行旨在促進鞏固阿連德的勝利和選舉擔任該國總統職務的措施”。
美國總統尼克遜對阿連德的勝利和中央情報局秘密行動的失敗感到憤怒。

## 選舉結果

### 公民投票
公民投票結果如下：
| 候選人            | 政黨聯盟     | 得票      | 百分比        | 結果             |
| 萨尔瓦多·阿连德   | 人民團結     | 1,070,334 | 36.61%        | 進入國會投票程序 |
| 豪爾赫·亞歷山德里 | 民族党       | 1,031,159 | 35.27%        | 進入國會投票程序 |
| ----------------- | ------------ | --------- | ------------- | ---------------- |
| 拉多米羅·托米克   | 基督教民主黨 | 821,801   | 28.11%        |                  |
| 總有效票數        |              | 2,923,294 | 100%          |                  |
| 白票              |              | 7,045     | 0.23%         |                  |
| 廢票              |              | 24,460    | 0.82%         |                  |
| 總票數            |              | 2,954,799 | 100%          |                  |
| 選民登記數目      |              | 3,539,747 | 83.47% 投票率 | 83.47% 投票率    |

### 國會投票
國會投票結果如下：
| 候選人            | 政黨聯盟 | 得票 | 百分比        | 結果          |
| 萨尔瓦多·阿连德   | 人民團結 | 153  | 78.46%        | 當選          |
| ----------------- | -------- | ---- | ------------- | ------------- |
| 豪爾赫·亞歷山德里 | 獨立人士 | 35   | 17.95%        |               |
| 白票              |          | 7    | 3.59%         |               |
| 總票數            |          | 195  | 100%          |               |
| 缺席              |          | 5    | 2.50%         |               |
| 合資格投票人數目  |          | 200  | 97.50% 投票率 | 97.50% 投票率 |